# Helmut Marko
Helmut Marko (født 27. april 1943) er en østrigsk tidligere racerkører, som i dag arbejder som chef for Red Bull Junior Team, og som rådgiver for de to Red Bull GmbH ejet Formel 1-hold, Red Bull Racing og RB Formula One Team (en).

## Karriere

### Racerkører
Marko begyndte sin karriere i 1967, da han kørte i Formel Vee. Han vandt i 1968 det østrigske mesterskab i rækken. Hans gennembrud som racerkører kom dog i 1971, hvor han vandt 24 Timers Le Mans sammen med Gijs van Lennep.
Marko gjorde sin Formel 1-debut ved Østrigs Grand Prix 1971. Ved Frankrigs Grand Prix 1972 blev Marko ramt i øjet af en sten, som var blevet kastet op i luften efter, at Ronnie Peterson havde kørt den over. Stenen penetrerede Markos visir, og gjorde ham blind på det venstre øje, hvilket satte en stopper for hans karriere.

### Holdleder
Marko oprettede i 1989 holdet RSM Marko, som konkurrerede i Formel 3 og Formel 3000. Han arbejde også som manager for Formel 1 kørerne Gerhard Berger og Karl Wendlinger i nogle år.
I 1999 blev Marko leder af Red Bulls junior program. Da Red Bull i 2005 gik ind i Formel 1, da de opkøbte Jaguar holdet, blev Marko hyret som rådgiver, en rolle han også indtog hos deres andet holdet, Toro Rosso, som blev skabt ved at Red Bull købte Minardi holdet i 2006.